# Unique Panachée
Pour les articles homonymes, voir Unique.
‘Unique Panachée’ est un cultivar de rosier découvert avant 1821 par Mme Chaussée du Havre et introduit en 1821 par l'horticulteur rouennais Caron. Cette rose ancienne est une mutation de la rose 'Unique' (Grimwood, 1775), hybride de Rosa ×centifolia de couleur rouge. Elle est toujours commercialisée avec succès dans les catalogues internationaux de roses anciennes.

## Description
Il s'agit d'une rose moyenne et pleine en forme de chou, blanche légèrement striée de rose par le soleil, tout à fait originale par la délicatesse de son coloris et son apparence bien ronde . Elle est en coupe et moyennement parfumée avec des nuances citronnées. Sa floraison, unique, a lieu à la fin du printemps.
Son buisson érigé, aux rameaux épineux et au feuillage vert foncé, atteint 100 à 200 cm. Il peut faire de jolies haies.
Cette variété résiste à des hivers à -15° C, pouvant donc se cultiver aussi en moyenne montagne et tolère les sols calcaires. La panachure est visible lorsque cette variété est cultivée sur des sols légers et sablonneux, moins en terre argileuse et compacte. On peut l'admirer à la roseraie des roses de Normandie et dans d'autres roseraies du monde, comme l'Europa-Rosarium de Sangerhausen et le jardin botanique royal de Madrid. Il faut la tailler aux deux tiers.